# Papua New Guinea
Papua New Guinea (tiếng Tok Pisin: Papua Niugini; Hiri Motu: Papua Niu Gini), quốc hiệu là Nhà nước Độc lập Papua New Guinea là một quốc gia quần đảo ở châu Đại Dương bên bờ Thái Bình Dương, gồm phía Đông của đảo New Guinea và nhiều đảo xa bờ biển (phía Tây của New Guinea là hai tỉnh Papua và Tây Papua của Indonesia). Papua New Guinea nằm vào phía Tây Nam Thái Bình Dương, ở một vùng được gọi là Melanesia từ đầu thế kỷ 19. Thủ đô và thành phố lớn nhất của Papua New Guinea là Port Moresby.
Papua New Guinea là một trong những quốc gia có nhiều dân tộc nhất trên thế giới, với hơn 850 ngôn ngữ thổ dân và nhiều dân tộc như vậy, nhưng chỉ vào khoảng 5 triệu người. Đây cũng là một trong những nước có dân số sống tại nông thôn nhiều nhất, chỉ 18% người sống ở những trung tâm thành thị. Đây cũng là nước ít được thám hiểm nhất trên thế giới, không chỉ về địa lý mà còn về văn hóa, nhiều loài động thực vật được cho là chỉ có ở Papua New Guinea.

## Tên gọi
Papua' là một từ ngữ dùng để chỉ dạng tóc xoăn tít của dân bản xứ, New Guinea có nghĩa là "Ghi-nê mới" (Tân Ghi-nê). Một nhà thám hiểm đã tình cờ phát hiện ra thổ dân trên hòn đảo này, nhưng ông lại ngạc nhiên vì ngờ ngợ đây là thổ dân da đen ở Guinée với mái tóc xoăn tít (người Guinea không có tóc xoăn như thế) và lại ở rất xa Guinea, nên ông đặt tên cho thổ dân mới phát hiện là Papua New Guinea (người Ghi-nê tóc xoăn tít). Và các tên đó trở thành tên quốc gia.

## Địa lý

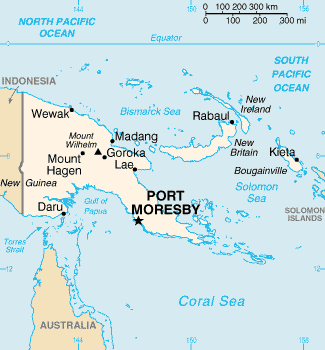
Bản đồ Papua New Guinea

Với diện tích 462,840 km², Papua New Guinea là nước rộng thứ 54 trên thế giới.
Papua New Guinea chủ yếu là núi non (đỉnh cao nhất là Núi Wilhelm độ cao 4,509 m; 14,793 ft) và chủ yếu được bao phủ bởi những cánh rừng mưa nhiệt đới, cũng như những khu vực đất ướt rất rộng bao quanh các con sông Sepik và Fly.
Papua New Guinea được bao quanh bởi các rặng san hô ngầm đang được quản lý chặt chẽ để bảo tồn.
Nước này nằm trên Vành đai Núi lửa Thái Bình Dương, ở điểm va chạm của nhiều đĩa kiến tạo. Có một số núi lửa đang hoạt động, và những vụ phun trào thường xuyên xảy ra. Động đất cũng là điều thường thấy, thỉnh thoảng đi kèm với các trận sóng thần.
Vùng lục địa của quốc gia là nửa phía đông của đảo New Guinea, nơi có các thị trấn lớn nhất, gồm cả thủ đô Port Moresby và Lae; các hòn đảo lớn khác của Papua New Guinea gồm New Ireland, New Britain, Manus và Bougainville.
Papua New Guinea là một trong số ít khu vực gần xích đạo có tuyết rơi, xảy ra ở những nơi có độ cao lớn trong lục địa.

### Sinh thái
Papua New Guinea là một phần của vùng sinh thái Australasia, gồm cả Úc, New Zealand, đông Indonesia, và nhiều nhóm đảo Thái Bình Dương, gồm cả Quần đảo Solomon và Vanuatu.
Về địa lý, hòn đảo New Guinea là nhánh mở rộng phía bắc của đĩa kiến tạo Indo-Australian, hình thành một phần của một lục địa duy nhất Úc-New Guinea (cũng được gọi là Sahul hay Meganesia). Nó được nối với mảng Úc bởi một thềm lục địa nông qua Eo biển Torres, ở những thời cổ đại còn nổi lên như một cầu lục địa — đặc biệt trong những kỷ băng hà khi mực nước biển thấp hơn hiện tại.

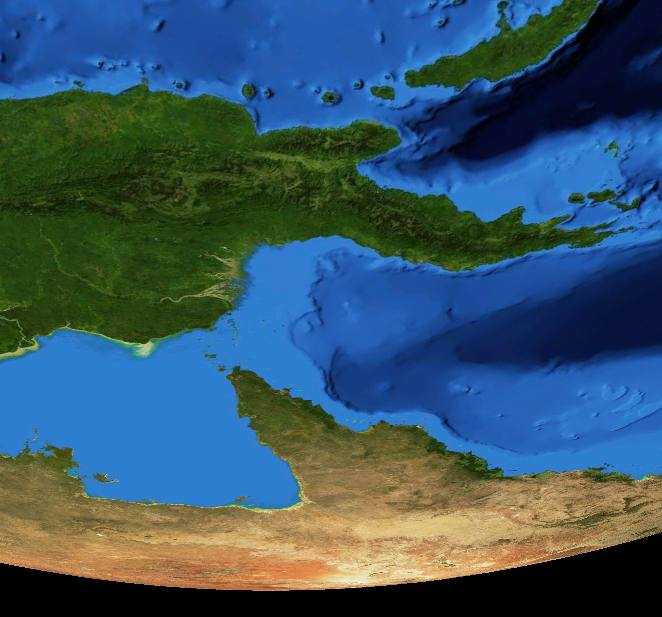
Rừng xanh Papua New Guinea khác biệt hoàn toàn với sa mạc Úc ở bên cạnh

Vì thế, nhiều giống chim và thú có vú ở New Guinea có những quan hệ gene chặt chẽ với các giống loài tương tự ở Úc. Đặc trưng chung nhất của hai phía là sự tồn tại của nhiều loài động vật có vú có túi, gồm kangaroo và possum, không có ở bất kỳ nơi nào khác.
Nhiều hòn đảo khác bên trong lãnh thổ Papua New Guinea, gồm cả New Britain, New Ireland, Bougainville, Đảo Đô đốc, Đảo Trobriand, và Quần đảo Louisiade, chưa bao giờ được kết nối với New Guinea bằng những cầu lục địa, và chúng không có nhiều loài động vật có vú và những loài chim không bay được vốn thường thấy tại New Guinea và Úc.
Úc và New Guinea là những phần của siêu lục địa cổ Gondwana, bắt đầu tan rã thành những lục địa nhỏ hơn ở thời kỳ Cretaceous, 65-130 triệu năm trước. Úc cuối cùng tách hoàn toàn khỏi Nam Cực khoảng 45 triệu năm trước. Toàn bộ các vùng đất của Australasia là nơi sinh sống của quần thực vật Nam Cực, có nguồn gốc từ quần thực vật của nam Gondwana, gồm cả podocarps họ tùng bách và các loài thông Araucaria, và sồi miền nam (Nothofagus) lá rộng. Những họ cây này vẫn hiện diện tại Papua New Guinea.
Bởi đĩa kiến tạo Indo-Australian (gồm các lục địa Ấn Độ, Úc, và thềm Ấn Độ Dương ở giữa) trôi về phía bắc, nó va chạm với Đĩa Âu Á, và sự va chạm của hai đĩa đã đẩy lên dãy Himalayas, các đảo Indonesia và Rặng Trung tâm của New Guinea. Rặng Trung tâm trẻ và cao hơn các ngọn núi của Úc, cao tới mức nó có một số sông băng hiếm ở xích đạo. New Guinea là một phần của chí tuyến ẩm, và nhiều loài thực vật thuộc rừng mưa nhiệt đới Indomalaya, trải dài suốt các eo biển hẹp từ châu Á, pha trộn với hệ thực vật Úc và Antarctic cổ.

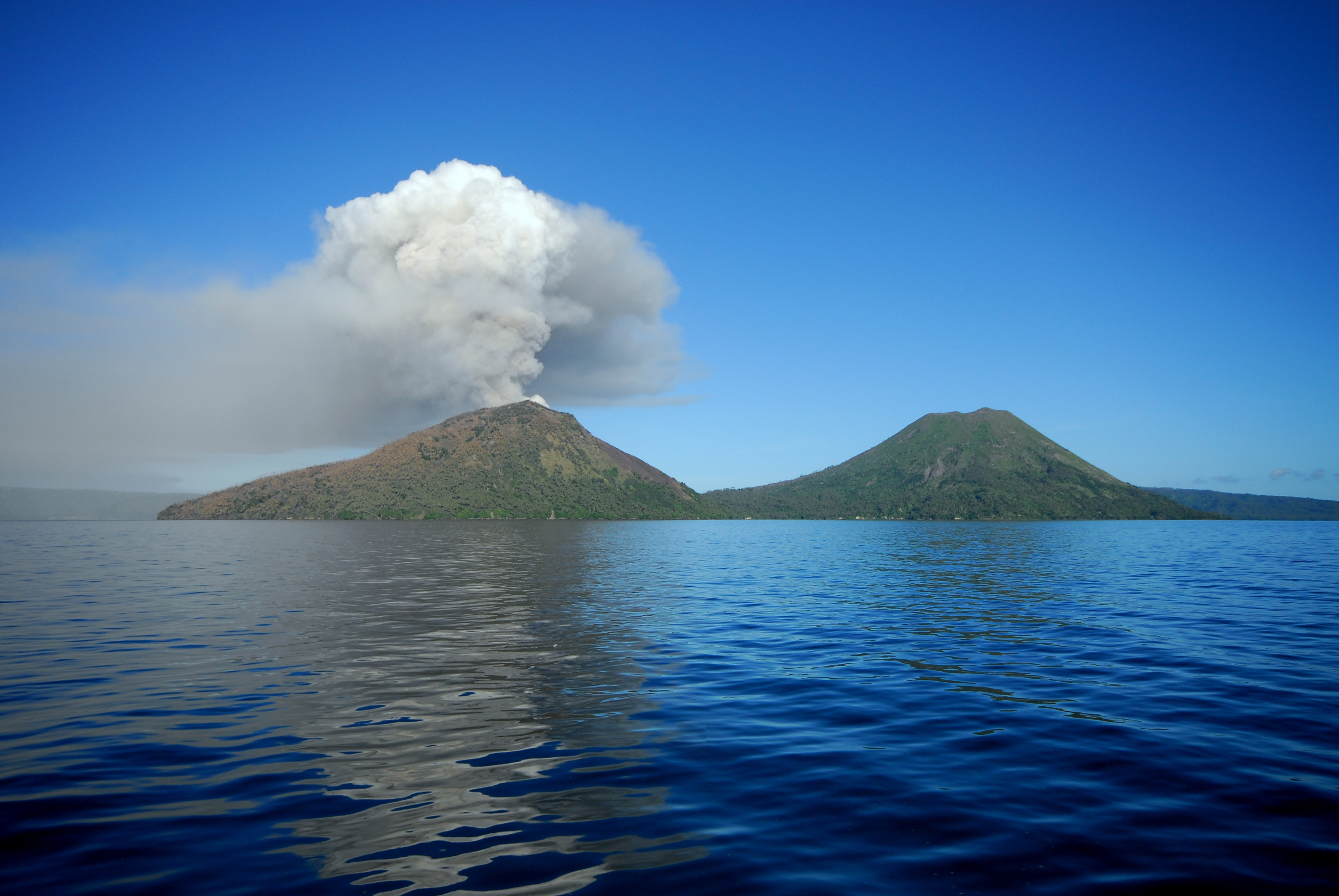
Núi Tavurvur tại Papua New Guinea.

### Các vùng sinh thái trên cạn
Papua New Guinea gồm một số vùng sinh thái trên cạn:
- Rừng nhiệt đới đất thấp Đảo Đô đốc
- Rừng mưa núi Rặng Trung tâm
- Rừng mưa núi Bán đảo Huon
- Rừng mưa Quần đảo Louisiade
- Rừng mưa đất thấp New Britain-New Ireland
- Rừng mưa núi New Britain-New Ireland
- Đước New Guinea
- Rừng đầm lầy nước ngọt và rừng mưa đất thấp Bắc New Guinea
- Rừng mưa núi Bắc New Guinea
- Rừng mưa Quần đảo Solomon (gồm Bougainville và Buka)
- Rừng mưa Đông Nam Papuan
- Rừng đầm lầy nước ngọt Nam New Guinea
- Rừng mưa đất thấp Nam New Guinea
- Rừng mưa Đảo Trobriand
- Đồng cỏ và savanna Xuyên Fly
- Đồng cỏ sub-alpine Rặng Trung tâm

## Lịch sử
Những di cốt con người đã được tìm thấy có niên đại từ khoảng 50,000 năm trước. Những cư dân cổ xưa này có lẽ có nguồn gốc ở Đông Nam Á, người Đông Nam Á lại có nguồn gốc từ châu Phi 50,000 tới 70,000 năm trước. New Guinea là một trong những vùng đất đầu tiên sau châu Phi và Âu Á là nơi có người hiện đại sinh sống, với cuộc di cư đầu tiên ở cùng khoảng thời gian cuộc di cư của Úc. Nông nghiệp độc lập phát triển tại các vùng cao nguyên New Guinea khoảng năm 7,000 trước Công Nguyên, khiến đây là một trong số ít khu vực thực hiện thuần hoá thực vật nguyên thủy của thế giới. Một cuộc di cư lớn của những người nói ngôn ngữ Nam Đảo tới các vùng ven biển khoảng 2,500 năm trước, và nó trùng khớp với sự xuất hiện của đồ gốm, lợn, và một số kỹ thuật đánh cá. Gần đây hơn, khoảng 300 năm trước, khoai lang đã du nhập vào New Guinea từ Moluccas từ Nam Mỹ bởi đế chế thuộc địa thống trị vùng đất này khi ấy, Bồ Đào Nha. Sản lượng thu hoạch cao hơn rất nhiều từ khoai lang đã biến đổi toàn bộ nền nông nghiệp truyền thống, khoai lang đã chiếm hầu hết chỗ của khoai sọ, sản phẩm chủ yếu trước đó, và khiến dân cư tại các vùng cao nguyên tăng lên đáng kể.
Trước thế kỷ XIX người phương Tây ít biết về hòn đảo này, dù các thương gia từ Đông Nam Á đã tới New Guinea từ 5,000 trước để mua lông chim seo cờ làm bút, và các nhà thám hiểm Tây Ban Nha và Bồ Đào Nha đã tới hòn đảo này ngay từ thế kỷ XVI (1526 và 1527 Dom Jorge de Meneses). Tên kép của nước này là những kết quả của lịch sử hành chính phức tạp của nó trước khi giành độc lập. Từ papua xuất phát từ pepuah một từ tiếng Malay miêu tả mái tóc quăn của người Melanesia, và "New Guinea" (Nueva Guinea) là cái tên do nhà thám hiểm người Tây Ban Nha Yñigo Ortiz de Retez đặt ra, vào năm 1545 ông đã lưu ý thấy sự tương đồng giữa người dân ở đây với những người ông từng thấy trước đó dọc theo bờ biển Guinea của châu Phi.

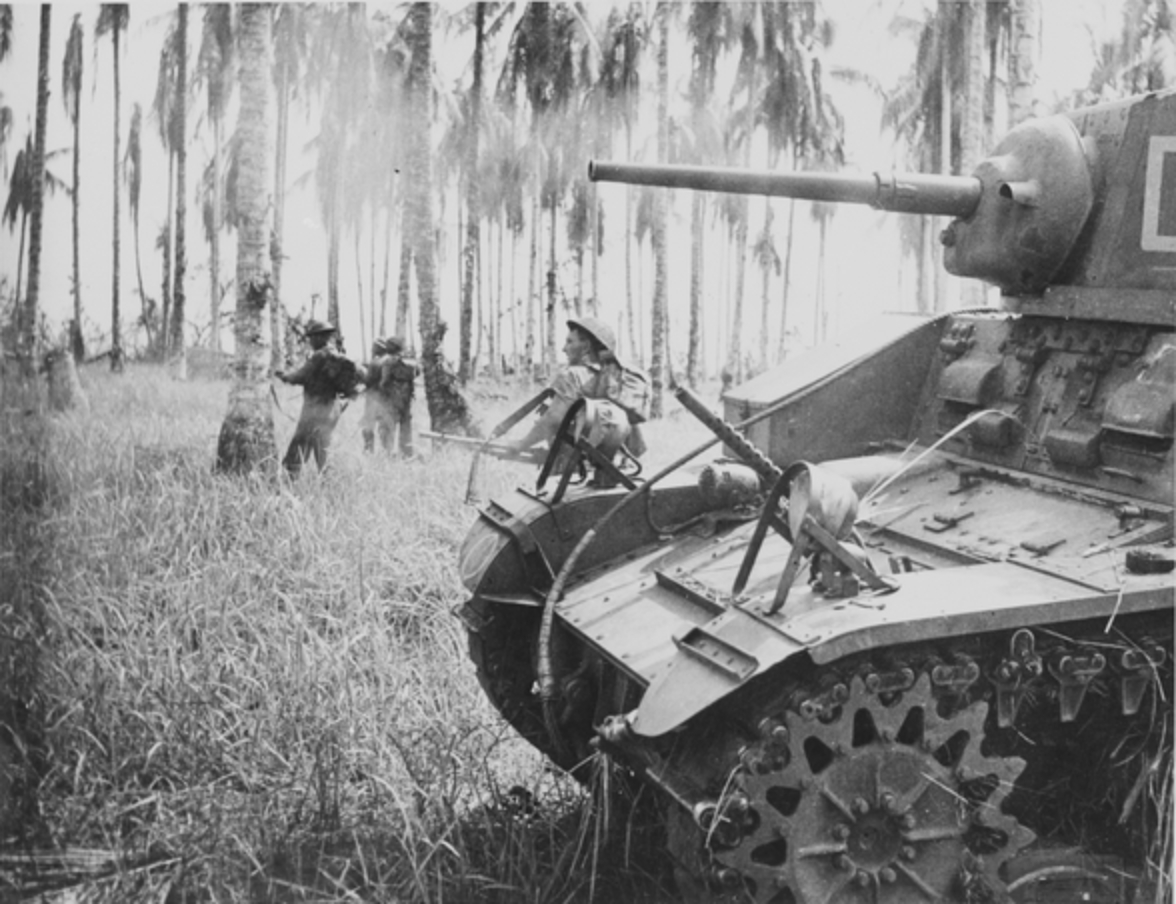
Các lực lượng Úc tấn công các vị trí của Nhật gần Buna. 7 tháng 1 năm 1943.

Nửa phía bắc nước này rơi vào tay Đức năm 1884 với tên gọi New Guinea Đức. Trong Chiến tranh thế giới thứ nhất, nó bị Úc chiếm đóng, nước đã bắt đầu quản lý New Guinea Anh, phần phía nam, được đổi tên lại là Papua năm 1904. Sau Chiến tranh thế giới thứ nhất, Úc được Hội quốc liên uỷ quyền cai quản New Guinea Đức cũ. Trái lại Papua, được coi là một Lãnh thổ Bên ngoài của Khối thịnh vượng chung Úc, dù theo pháp luật nó vẫn thuộc sở hữu của người Anh, một vấn đề có tầm quan trọng lớn với hệ thống pháp lý của đất nước sau khi độc lập năm 1975. Sự khác biệt này trong vị thế pháp lý có nghĩa Papua và New Guinea có cơ quan hành chính hoàn toàn riêng biệt, nhưng cả hai đều do Úc kiểm soát.

### Chiến tranh thế giới thứ hai
Chiến dịch New Guinea (1942-1945) là một trong những chiến dịch quân sự lớn thời Chiến tranh thế giới thứ hai. Xấp xỉ 216,000 binh sĩ, thủy thủ và phi công Nhật, Úc và Mỹ đã chết trong Chiến dịch New Guinea. Hai vùng lãnh thổ đã được gộp vào trong Lãnh thổ Papua và New Guinea sau Chiến tranh thế giới thứ hai, và sau đó được gọi đơn giản là "Papua New Guinea". Bộ máy hành chính của Papua được mở cho sự giám sát của Liên Hợp Quốc. Tuy nhiên, một số vị thế đã tiếp tục (và đang tiếp tục) chỉ được áp dụng ở một vùng lãnh thổ. một vấn đề rất phức tạp ngày nay bởi sự điều chỉnh biên giới của Papua tại các tỉnh liền kề với sự chú tâm tới đường bộ tiếp cận và các nhóm ngôn ngữ, vì thế những vị thế được áp dụng ở một phía biên giới vốn đã không còn tồn tại nữa.

### Độc lập
Quá trình giành độc lập một cách hoà bình từ Úc, quyền lực đô thị trên thực tế, diễn ra ngày 16 tháng 9 năm 1975, và hai bên vẫn có quan hệ gần gũi (Úc vẫn là nhà cung cấp viện trợ song phương lớn nhất cho Papua New Guinea).
Một cuộc nổi dậy ly khai diễn ra năm 1975-76 trên đảo Bougainville đã dẫn tới sự thay đổi kéo dài 11 giờ với bản thảo Hiến pháp Papua New Guinea để cho phép Bougainville và mười tám quận khác của Papua New Guinea thời tiền độc lập có vị thế trong liên bang như là các tỉnh. Cuộc nổi dậy lại diễn ra và làm thiệt mạng 20,000 người từ năm 1988 tới khi nó được giải quyết năm 1997. Sau cuộc nổi dậy, Bougainville tự trị đã bầu Joseph Kabui làm tổng thống, nhưng ông đã được vị phó là John Tabinaman kế vị. Tabinaman vẫn là lãnh đạo cho tới khi một cuộc bầu cử nhân dân mới diễn ra tháng 12 năm 2008, với James Tanis là người giành chiến thắng. Cuộc nổi dậy chống người Trung Quốc, có sự tham gia của hàng chục nghìn người, nổ ra tháng 5 năm 2009.

## Chính trị
Papua New Guinea là một vương quốc Thịnh vượng chung với Charles III là quốc vương. Toàn quyền là đại diện của quốc vương, được Quốc hội bầu ra.:9 Thủ tướng là người đứng đầu chính phủ, được Quốc hội bầu ra và được toàn quyền bổ nhiệm. Thủ tướng đề nghị toàn quyền bổ nhiệm các bộ trưởng trong Hội đồng hành chính quốc gia, là cơ quan hành chính cao nhất của Papua New Guinea. Quốc hội là cơ quan lập pháp đơn viện, gồm 111 nghị sĩ, trong đó 22 nghị sĩ là các thống đốc của 21 tỉnh và Quận Thủ đô Quốc gia. Nhiệm kỳ của mỗi khóa Quốc hội tối đa là năm năm.:9
Ứng cử viên nghị sĩ Quốc hội được bầu khi thủ tướng kêu gọi một cuộc bầu cử quốc gia. Trong những năm đầu độc lập, sự bất ổn định của hệ thống đảng khiến những cuộc bỏ phiếu bất tín nhiệm thường xảy ra trong nghị viện khiến các chính phủ thường xuyên sụp đổ và lại cần tới các cuộc bầu cử quốc gia, theo các điều khoản của dân chủ nghị viện. Trong những năm gần đây, các chính phủ nối tiếp nhau đã thông qua điều luật ngăn chặn những cuộc bỏ phiếu đó được diễn ra sớm hơn 18 tháng từ cuộc bầu cử quốc gia. Điều này được cho là đã dẫn tới sự ổn định lớn hơn, dù có lẽ đã làm giảm tín nhiệm của chính phủ.
Các cuộc bầu cử tại Papua New Guinea thu hút rất nhiều ứng cử viên. Sau khi độc lập năm 1975, các thành viên được bầu theo hệ thống first past the post, với người thắng cuộc thường giành chưa tới 15% phiếu. Các cuộc cải cách bầu cử năm 2001 đưa ra hệ thống Bầu cử Ưu đãi Giới hạn (LPV), một phiên bản của Bỏ phiếu Lựa chọn. bầu cử toàn quốc năm 2007 là cuộc bầu cử đầu tiên sử dụng LPV.

### Luật pháp
Nghị viện đơn viện ban hành pháp luật theo cùng cách như tại các hệ thống pháp lý khác có "nội các," "chính phủ chịu trách nhiệm," hay "nghị viện dân chủ": nó được nhánh hành pháp đề xuất với nhánh lập pháp, được tranh luận và, nếu được thông qua, sẽ trở thành luật khi nhận được sự đồng ý của hoàng gia thông qua Toàn quyền. Hầu hết luật pháp hiện thực tế là những quy định do phe quan liêu áp dụng theo luật trao quyền đã được Nghị viện thông qua từ trước.
Mọi điều luật thông thường được Nghị viện ban hành phải tương thích với Hiến pháp. Các toà án có quyền phán xử về tình trạng hợp hiến của các điều luật, cả trong các cuộc tranh luận trước toà và về một sự tham khảo khi không có tranh cãi mà chỉ là một câu hỏi về sự khó hiểu của pháp luật. Khá bất thường trong số các nước đang phát triển, nhánh tư pháp của chính phủ tại Papua New Guinea vẫn khá độc lập, và những chính phủ hành pháp tiếp nối nhau vẫn tiếp tục tôn trọng quyền lực của nó.
"Luật bên dưới" — có nghĩa là, luật phong tục của Papua New Guinea — gồm luật phong tục Astralia như nó bắt đầu có hiệu lực ngày 16 tháng 9 năm 1975 (ngày độc lập), và sau đó là các quyết định của các toà án của Papua New Guinea. Các toà án hoạt động tuân theo Hiến pháp, và gần đây, Underlying Law Act, để có xem xét tới "phong tục" của các cộng đồng truyền thống, với một quan điểm để xác định xem các phong tục nào là chung cho toàn bộ đất nước và có thể được tuyên bố là một phần của luật bên dưới. Trên thực tế, điều này đã cho thấy rất khó khăn, và hầu như đã bị lờ đi. Các điều luận chủ yếu được phỏng theo luật của các quốc gia khác, nhất là Úc và Anh. Sự biện hộ trong các toà án giống với mẫu hình đối lập của các quốc gia luật phong tục khác.

### Tội phạm và nhân quyền
Papua New Guinea có một trong những tỷ lệ bạo lực đối với phụ nữ cao nhất trên thế giới và tỷ lệ phụ nữ tham gia chính trị thấp nhất ở Đông Nam Á.:167 Bạo hành gia đình và bạo hành tình dục đối với phụ nữ, con gái là một vấn nạn. Trước khi bị bãi bỏ vào năm 2013, Luật Thuật phù thủy 1971 cho phép bào chữa hành vi giết người bằng cáo buộc nạn nhân là phù thủy. Ước tính 50–150 người bị cáo buộc là phù thủy bị sát hại mỗi năm tại Papua New Guinea. Pháp luật cấm hành vi đồng tính luyến ái.

### Quan hệ ngoại giao

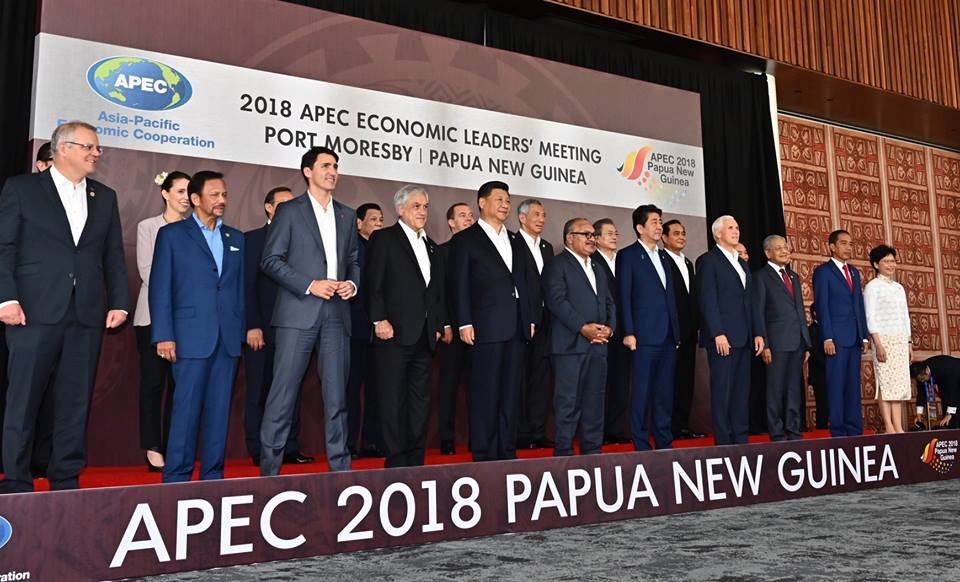
APEC 2018 tại Papua New Guinea

Papua New Guinea được cấp quy chế quan sát viên Hiệp hội các quốc gia Đông Nam Á vào năm 1976,:18 được nâng cấp lên quan sát viên đặc biệt vào năm 1981 và đã xin gia nhập ASEAN. Papua New Guinea là một thành viên Phong trào không liên kết,:258–259 Khối Thịnh vượng chung,:14 Diễn đàn Quần đảo Thái Bình Dương,:15 Diễn đàn Hợp tác Kinh tế châu Á - Thái Bình Dương và Liên Hợp Quốc.:5

### Phân cấp hành chính
Papua New Guinea là một nhà nước đơn nhất với mức độ phân cấp, phân quyền cao.:11 Papua New Guinea gồm bốn vùng, nhưng các vùng không phải là đơn vị hành chính chính thức. Về mặt hành chính, Papua New Guinea được chia thành 22 đơn vị hành chính cấp tỉnh: 20 tỉnh, Khu tự trị Bougainville và Quận Thủ đô Quốc gia. Các tỉnh được chia thành 89 quận, các quận được chia thành hơn 300 khu vực chính quyền địa phương (LLG). LLG thành thị và LLG nông thôn có cơ cấu tổ chức hơi khác nhau. Manus là tỉnh nhỏ nhất, thưa dân nhất với một quận. Tỉnh là đơn vị hành chính chủ yếu của Papua New Guinea và chính quyền tỉnh gồm các nghị sĩ Quốc hội được bầu ra từ tỉnh đó. Chính quyền địa phương hoạt động song song với các bộ lạc truyền thống. Có sự khác biệt lớn về dân số của mỗi tỉnh: sáu tỉnh đông dân nhất chiếm hơn 50% dân số toàn quốc, trong khi sáu tỉnh thưa dân nhất chiếm chỉ 14%.:31 Chính quyền tỉnh có quyền thu thế và quản lý một phần giáo dục, y tế và phát triển.:15 Danh sách đơn vị hành chính cấp tỉnh sau đây:
| 1. Tỉnh Trung ương 2. Chimbu (Simbu) 3. Cao nguyên phía Đông 4. Đông New Britain 5. Đông Sepik 6. Enga 7. Gulf 8. Madang 9. Manus 10. Milne Bay 11. Morobe | 1. New Ireland 2. Tỉnh Bắc (Oro) 3. Khu tự trị Bougainville 4. Cao nguyên phía Nam 5. Tỉnh Tây (Fly) 6. Cao nguyên phía Tây 7. Tây New Britain 8. Sandaun 9. Quận Thủ đô Quốc gia (Port Moresby) 10. Hela 11. Jiwaka | Map with provinces numbered |

## Kinh tế

Trung tâm Port Moresby

Papua New Guinea là một nước đang phát triển. Nền kinh tế phụ thuộc vào tài nguyên thiên nhiên:127 và vốn đầu tư tập trung vào ngành khai thác mỏ và dầu khí. Hầu hết lực lượng lao động làm việc trong khu vực nông nghiệp.:iv Tính đến 2018, khai thác tài nguyên thiên nhiên chiếm 28% GDP của Papua New Guinea, trong đó khoáng sản, dầu mỏ và khí tự nhiên là những sản phẩm chính.:128 Các trầm tích khoáng sản, gồm dầu mỏ, đồng, và vàng, chiếm 72% nguồn thu từ xuất khẩu. Nước này cũng có một ngành công nghiệp cà phê đáng chú ý. Cựu thủ tướng Sir Mekere Morauta đã tìm cách tái lập tính toàn thể của các định chế nhà nước, ổn định đồng tiền tệ kina, tái lập sự ổn định của ngân sách quốc gia, tư nhân hoá các doanh nghiệp nhà nước thích hợp, và đảm bảo tình trạng hoà bình tại Bougainville sau thoả thuận năm 1997 chấm dứt tình trạng bất ổn đòi ly khai tại Bougainville. Chính phủ Morauta có những thành công đáng chú ý trong việc thu hút sự giúp đỡ của quốc tế, đặc biệt giành được sự ủng hộ của IMF và Ngân hàng Thế giới trong việc tìm kiếm các khoản cho vay hỗ trợ phát triển. Những thách thức lớn nhất phải đối mặt của Thủ tướng hiện nay, Sir Michael Somare, gồm tạo được lòng tin hơn nữa của nhà đầu tư, tiếp tục các nỗ lực tư nhân hoá tài sản chính phủ, và duy trì sự ủng hộ của các thành viên Nghị viện.
Tháng 3 năm 2006 Hội đồng vì Chính sách Phát triển của Liên Hợp Quốc đã kêu gọi chuyển Papua New Guinea từ danh sách quốc gia đang phát triển xuống danh sách quốc gia kém phát triển bởi tình trạng trì trệ kinh tế và xã hội kéo dài. Tuy nhiên, một cuộc đánh giá của Quỹ Tiền tệ Quốc tế vào cuối năm 2008 thấy rằng "một sự tổng hợp của các chính sách tiền tệ và thuế khoá thận trọng, và giá cả các mặt hàng khoáng sản xuất khẩu cao trên thế giới, đã củng cố cho tình trạng tăng trưởng kinh tế và ổn định vi mô gần đây của Papua New Guinea. Tăng trưởng GDP thực, ở mức hơn 6% năm 2007, có nền tảng vững và được trông đợi sẽ tiếp tục cao trong năm 2008." 

### Sở hữu đất đai
Hơn 97% đất đai của Papua New Guinea được chỉ định là đất tập quán thuộc sở hữu của các dân tộc bản địa. Quyền sở hữu đất tập quán phần lớn không được đăng ký:53–54 và những nỗ lực thúc đẩy đăng ký quyền sở hữu đất đai.:54, 66 Quốc hội đã thông qua luật công nhận "quyền sở hữu đất tập quán", tạo cơ sở pháp lý cho quyền sở hữu không thể chuyển nhượng của các dân tộc bản địa; đất có thể chuyển nhượng được nhà nước cho thuê cho tư nhân hoặc thuộc sở hữu nhà nước. Chỉ công dân Papua New Guinea có quyền sở hữu đất đai vô thời hạn.:9–13

### Vận tải
Vận tải tại Papua New Guinea bị hạn chế nhiều bởi địa hình núi non của nước này. Port Moresby không được kết nối bằng đường bộ với bất kỳ một thị trấn lớn khác nào, và nhiều làng ở xa xôi chỉ có thể được tiếp cận bằng máy bay hạng nhẹ hoặc đi bộ. Vì thế, giao thông đường không là hình thức giao thông quan trọng duy nhất. Papua New Guinea có 578 đường băng, đa số chúng chưa được trải nhựa.

## Nhân khẩu

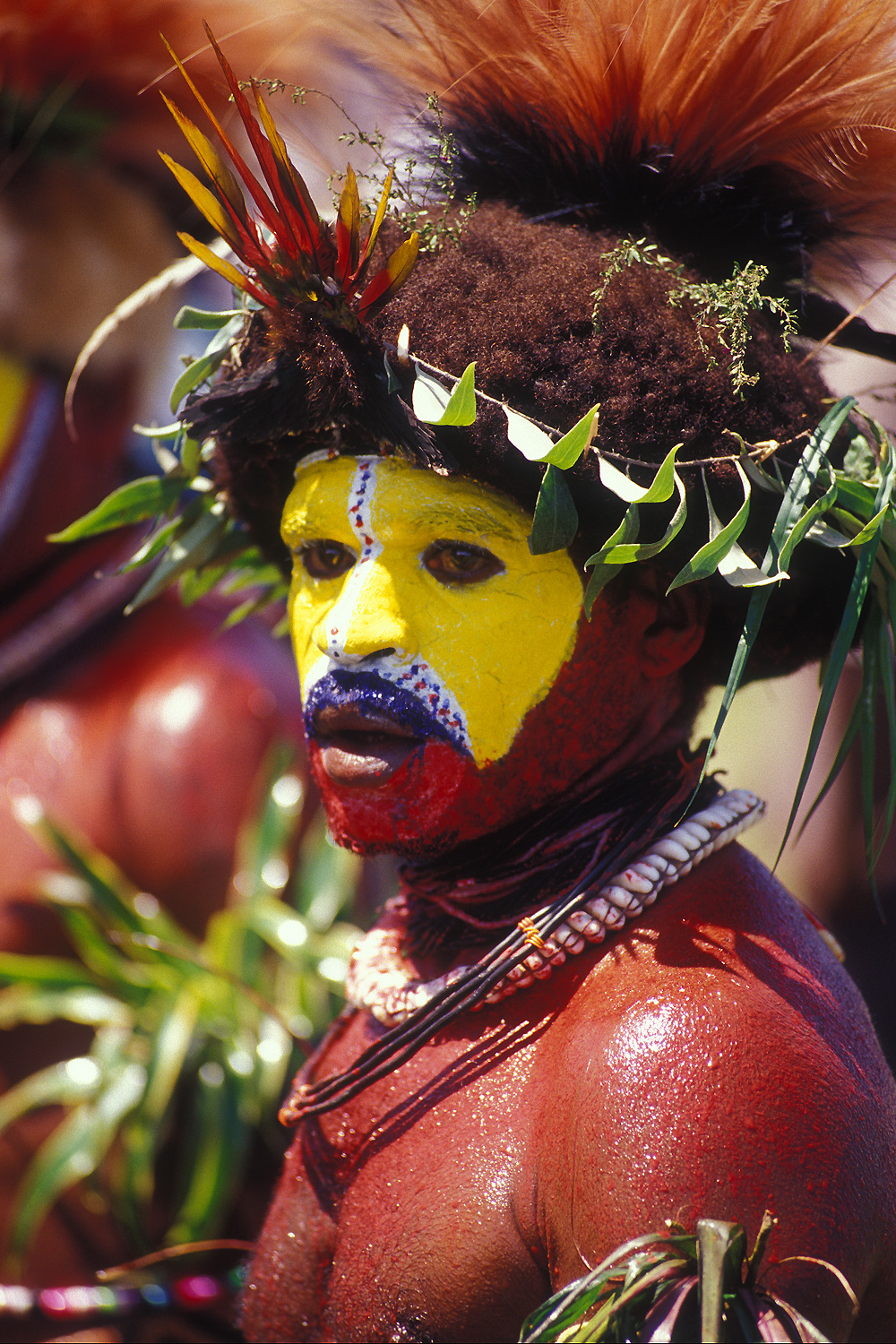
Lều của người Huli tại Cao nguyên phía Nam

Papua New Guinea là một trong những quốc gia đa dạng nhất thế giới.:205 Năm 2020, Liên Hợp Quốc ước tính dân số của Papua New Guinea là 8,95 triệu người. Chính phủ ước tính dân số là 11,8 triệu người vào năm 2021.
Có hàng trăm nhóm sắc tộc bản xứ tại Papua New Guinea, đa số là người Papua, tổ tiên của họ đã tới vùng New Guinea từ hàng chục nghìn năm trước. Nhiều bộ tộc Papuan tại các vùng xa xôi vẫn chỉ có tiếp xúc ban đầu với thế giới bên ngoài. Các nhóm khác là người Nam Đảo, tổ tiên của họ đã tới vùng này chưa tới bốn ngàn năm trước. Cũng có nhiều người từ các vùng khác của thế giới hiện sinh sống tại đây, gồm cả người gốc Hoa, người châu Âu, người Úc, người Phillippines, người Polynesia và người Micronesia. Ở thời điểm đầu độc lập năm 1975, có 40,000 người nước ngoài (chủ yếu là người Úc và người Trung Quốc) tại Papua New Guinea.

### Ngôn ngữ

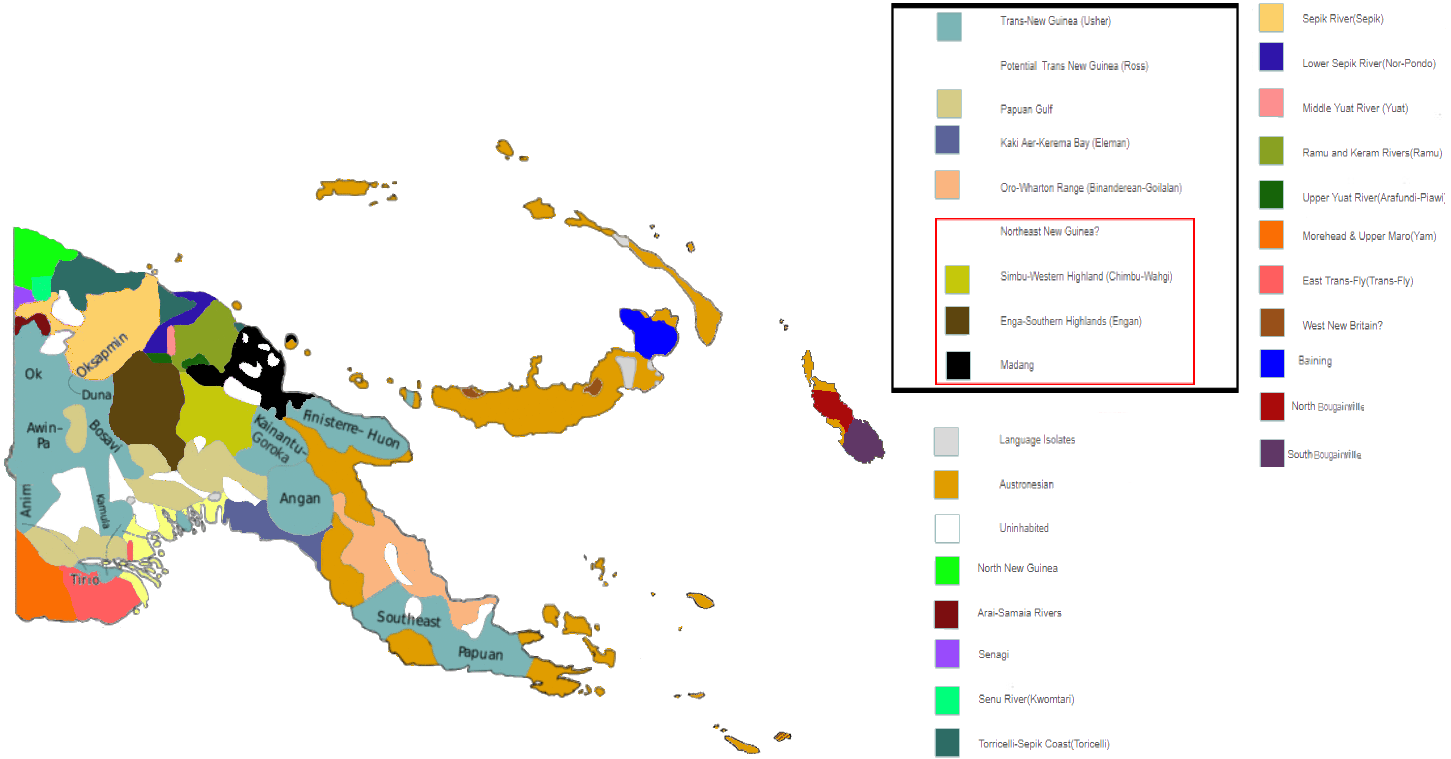
Các ngữ hệ của Papua New Guinea

Papua New Guinea là quốc gia có nhiều ngôn ngữ nhất trên thế giới với ước tính 840 ngôn ngữ (bao gồm tiếng Anh), chiếm 12% tổng số lượng ngôn ngữ trên thế giới. Hầu hết các ngôn ngữ có ít hơn 1.000 người sử dụng và một ngôn ngữ trung bình có chỉ 7.000 người sử dụng. Papua New Guinea có mật độ ngôn ngữ cao thứ hai trên thế giới, sau Vanuatu. Tiếng Enga là ngôn ngữ bản địa phổ biến nhất, với 200.000 người sử dụng, sau đó là tiếng Melpa và tiếng Huli. Bản thân tiếng Enga được chia thành nhiều phương ngữ.:134 Các ngôn ngữ bản địa được phân loại thuộc ngữ hệ Nam Đảo hoặc ngữ hệ Papua. "Ngữ hệ Papua" chỉ là một tập hợp địa lý của những ngôn ngữ không thuộc ngữ hệ Nam Đảo và không biểu thị quan hệ về ngôn ngữ học.
Có ba ngôn ngữ chính thức tại Papua New Guinea. tiếng Anh là một ngôn ngữ chính thức và là ngôn ngữ của chính phủ và hệ thống giáo dục, nhưng không được sử dụng rộng rãi. Ngôn ngữ chung chủ yếu của đất nước là Tok Pisin (thường được gọi trong tiếng Anh là New Guinea Pidgin hay Melanesian Pidgin), nhiều cuộc tranh cãi trong Nghị viện, nhiều chiến dịch thông tin và quảng cáo, và mãi đến gần đây, một tờ báo quốc gia Wantok, được xuất bản bằng ngôn ngữ này. Nơi duy nhất Tok Pisin không có vị thế chủ chốt là vùng phía nam Papua, nơi người dân thường sử dụng ngôn ngữ chính thức thứ ba, Hiri Motu. Dù nằm trong vùng Papua, Port Moresby có dân số đa dạng và chủ yếu sử dụng Tok Pisin, và ở một mức độ nhỏ hơn là tiếng Anh, với Motu được dùng như ngôn ngữ bản xứ tại các làng lân cận. Với con số trung bình chỉ 7,000 người sử dụng trên mỗi ngôn ngữ, Papua New Guinea có sự đa dạng ngôn ngữ lớn hơn bất kỳ một quốc gia nào khác trên thế giới ngoại trừ Vanuatu.

### Y tế
Cơ sở hạ tầng y tế của Papua New Guinea chưa phát triển. Tỷ lệ nhiễm HIV/AIDS tương đối cao và đã có những đợt bùng phát bệnh tả và lao.:169 Năm 2016, tỷ lệ bao phủ vắc-xin đạt 35% và 24% trẻ chưa được tiêm vắc-xin nào.:175 Năm 2019, tuổi thọ trung bình của Papua New Guinea là 63 tuổi đối với nam và 67 tuổi đối với nữ. Năm 2014, chi tiêu về y tế của nhà nước đạt chiếm 9,5% ngân sách nhà nước và tổng số chi tiêu về y tế đạt 4,3% GDP. Năm 2023, có 0,61 bác sĩ trên 10.000 dân. Tỷ lệ tử vong trẻ em dưới năm tuổi là 69 trên 1.000 ca sinh sống, trong đó tỷ lệ tử vong trẻ sơ sinh là 37 trên 1.000 ca sinh sống. Năm 2012, có 1 bà đỡ trên 1.000 ca sinh sống và nguy cơ tử vong mẹ trọn đời là 1 trên 94 người. Sự cải thiện tỷ lệ tử vong trẻ em chủ yếu tập trung tại các khu vực nông thôn.:174
Hệ thống chăm sóc sức khỏe được mở rộng trên toàn quốc bệnh nhân chỉ phải trả một khoản tiền nhỏ cho việc khám, chữa bệnh và thuốc men. Mỗi tỉnh đều có bệnh viện, nhưng thường thiếu thốn trang thiết bị y tế. Các phương thuốc và cách chữa bệnh dân gian được người dân sử dụng nhiều. Các căn bệnh như sốt rét, lao, sởi... còn khá phổ biến.

### Tôn giáo
Tôn giáo tại Papua New Guinea (2011)
Theo kết quả điều tra dân số năm 2011, 95.,6% dân số theo Kitô giáo, 1,4% theo tôn giáo, tín ngưỡng khác và 3,1% không trả lời. Không có đối tượng điều tra dân số nào tự nhận là không tôn giáo. Nhiều người thực hành hỗn dung tôn giáo, đặc biệt là kết hợp Kitô giáo với tín ngưỡng bản địa truyền thống. Nhiều hệ phái Kitô giáo có mặt tại Papua New Guinea::13 26% dân số theo Công giáo, 18,4% theo Giáo hội Luther Phúc âm Papua New Guinea, 12,9% theo Giáo hội Cơ Đốc Phục lâm, 10,4% theo Phong trào Ngũ tuần, 10,3% theo Giáo hội Hợp nhất Papua New Guinea và Quần đảo Solomon, 9,7% theo hệ phái khác, 5,9% theo Liên minh Phúc âm, 3,2% theo Anh giáo và 2,8% theo Báp-tít.
Chính phủ đảm bảo quyền tự do ngôn luận và tự do tôn giáo, tín ngưỡng. Tháng 3 năm 2025, Papua New Guinea sửa đổi hiến pháp, chính thức tự nhận là một quốc gia Kitô giáo và công nhận Kinh Thánh là một biểu tượng quốc gia.
Các tôn giáo nhỏ như Đức tin Bahá'í (15,000 hay 0.3%), trong khi Hồi giáo tại Papua New Guinea chiếm xấp xỉ 1,000 tới 2,000 người hay khoảng 0.04%, (chủ yếu là người nước ngoài định cư có nguồn gốc châu Phi và Đông Nam Á nhưng một số người tại các thị trấn đã cải đạo). Các giáo hội phi Kitô giáo truyền thống và các nhóm tôn giáo phi Kitô giáo có hoạt động trên khắp đất nước. Hội đồng các Giáo hội Papua New Guinea đã nói rằng có cả các nhà truyền giáo của Hồi giáo và Khổng giáo hoạt động, và hoạt động truyền giáo từ nước ngoài nói chung khá mạnh.
Các tôn giáo truyền thống, như Korowai, thường là vật linh. Một số thường có các yếu tố của sự thờ cúng tổ tiên, dù sự tổng quát bị hoài nghi bởi sự đặc biệt hỗn tạp của các xã hội Melanesian. Chiếm ưu thế trong các truyền thống bộ lạc là đức tin vào masalai, hay các linh hồn ma quỷ, được cho là "đầu độc" con người, gây ra thiên tai và cái chết, và việc thực hiện Puri Puri tại các cao nguyên.

### Giáo dục
Vào cuối thập niên 2010, tỷ lệ đàn ông không đi học là 32%, trong khi tỷ lệ phụ nữ không đi học là 40%.:171 Năm 2015, tỷ lệ biết chữ đạt 63,4%. Các cơ sở tôn giáo đáp ứng phần lớn nhu cầu giáo dục tại Papua New Guinea. Nhà nước miễn học phí vào năm 2012 nhưng khôi phục một phần học phí vào năm 2019.:170, 208 Papua New Guinea có bốn trường đại học công lập, hai trường đại học tư thục và bảy cơ sở giáo dục bậc cao khác.
Hai viện đại học có vị thế ngay từ khi thành lập là Đại học Papua New Guinea tại Quận Thủ đô Quốc gia, và Đại học Kỹ thuật Papua New Guinea ở bên ngoài Lae, tại Tỉnh Morobe. Bốn viện đại học khác trước kia là trường đại học, được thành lập gần đây sau khi được chính phủ công nhận: Đại học Goroka ở Tỉnh cao nguyên phía Đông, Đại học Ngôi Lời (do Dòng Truyền giáo Ngôi Lời của Giáo hội Công giáo điều hành) tại Tỉnh Madang, Đại học Vudal ở Tỉnh Đông New Britain và Đại học Phục lâm Thái Bình Dương (do Giáo hội Phục lâm An thất nhật điều hành) ở Quận Thủ đô Quốc gia.
Hệ thống giáo dục phổ thông của Papua New Guinea gồm tiểu học 7 năm, trung học 3 năm và trung học cao (lớp 11 và 12). Trẻ em đến trường từ năm 7 tuổi. Tuy nhiên, việc đóng học phí ở tất cả các cấp đã khiến cho nhiều trẻ không thể đến trường và nhiều học sinh phải bỏ dở chương trình học. Những học sinh tốt nghiệp trung học sẽ được nhận học bổng của Nhà nước và vào học một trong hai viện đại học hoặc các trường kĩ thuật và sư phạm.

## Văn hoá

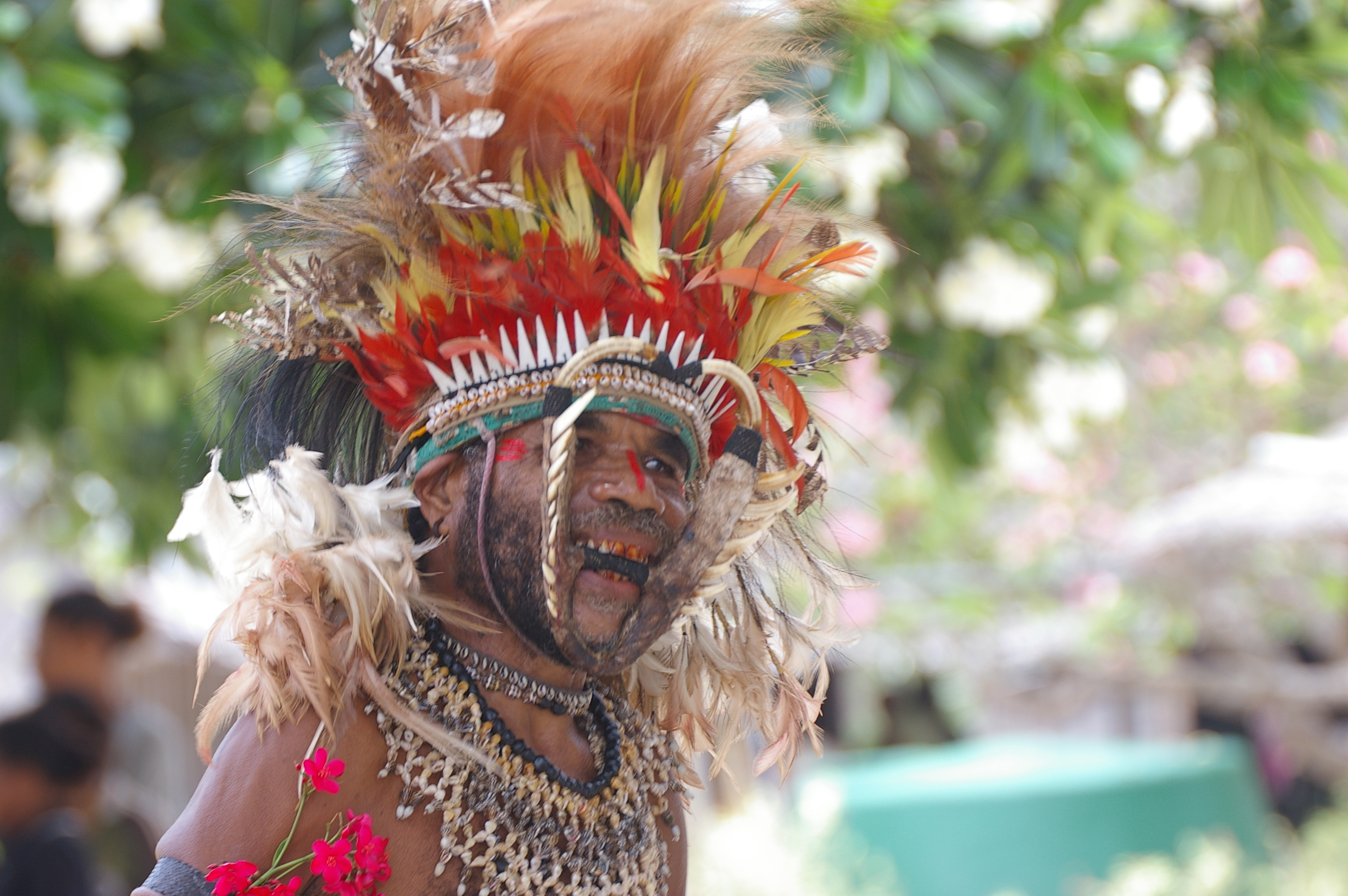
Người dân Bago-bago, một hòn đảo phía đông nam Papua New Guinea

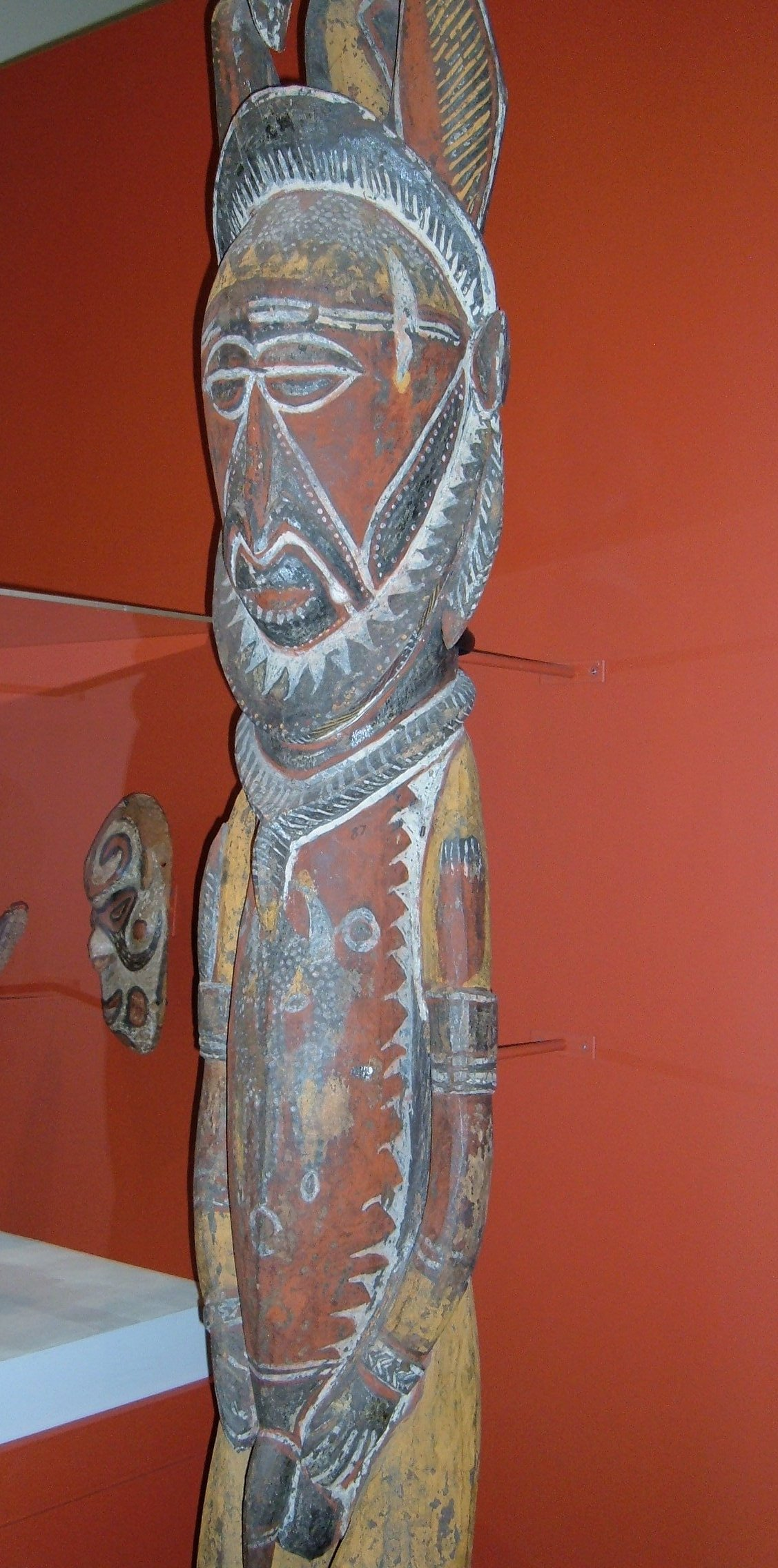
hình tổ tiên Abelam bằng gỗ thế kỷ XX (nggwalndu).

Ước tính có hơn một nghìn nhóm văn hoá khác nhau tại Papua New Guinea. Vì sự đa dạng này, nhiều phong cách thể hiện văn hoá đã xuất hiện; mỗi nhóm đã tạo ra các hình thức thể hiện riêng của mình trong nghệ thuật, nhảy múa, vũ khí, trang phục, ca hát, âm nhạc, kiến trúc và những thứ khác.
Đa phần các nhóm văn hoá khác nhau đó sở hữu ngôn ngữ riêng. Người dân thường sống tại các làng theo kiểu tự cung tự cấp. Tại một số vùng người dân sắn bắn và hái lượm các loại thực vật hoang dã (như khoai lang) để phụ thêm vào bữa ăn. Những người có kỹ năng săn bắn, trồng cấy và đánh cá rất được tôn trọng.
Trên sông Sepik, có truyền thống khắc gỗ, thường dưới hình thức cây cối hay động vật, thể hiện các tinh thần của tổ tiên.
Vỏ sò không còn được dùng làm tiền tệ tại Papua New Guinea nữa, như tại một số khu vực khác — vỏ sò bị huỷ bỏ vị thế tiền tệ năm 1933. Tuy nhiên, di sản này vẫn hiện diện trong một số phong tục địa phương; trong một số nền văn hoá, để có được cô dâu, chú rể phải mang đến một số vỏ trai cạnh vàng như đồ dẫn cưới. Tại các cùng khác, đồ dẫn cưới được trả theo chiều dài của tiền vỏ sò, lợn, cassowaries hay tiền mặt; ở những nơi khác, đồ dẫn cưới không được sử dụng, và các cô dâu phải trả của hồi môn.
Người dân tại các vùng cao nguyên có các lễ nghi địa phương nhiều màu sắc được gọi là "sing sings". Họ sơn mình và mặc lông chim, đeo ngọc trai và da thú để thể hiện tinh thần của các loài chim, cây hay núi non. Thỉnh thoảng một sự kiện quan trọng, như một trận đánh huyền thoại, được thể hiện tại buổi lễ âm nhạc đó.

### Thể thao
Thể thao là một phần quan trọng của văn hoá Papua New Guinea và rugby league là môn thể thao phổ biến nhất. Tại một quốc gia nơi các cộng đồng cách xa nhau và nhiều người sống với mức độ tồn tại tối thiểu, rugby đã được miêu tả như là một sự thay thế cho chiến tranh bộ lạc như một cách giải thích sự cuồng nhiệt của người dân địa phương với môn này (như một vấn đề của sống và chết). Nhiều người Papua New Guinea đã trở nên nổi tiếng khi đại diện cho quốc gia của mình hay chơi ở một giải chuyên nghiệp nước ngoài. Thậm chí các cầu thủ liên đoàn rugby Úc từng chơi ở giải (Úc) State of Origin, được cổ vũ mạnh mẽ hàng năm ở Papua New Guinea, thuộc trong những người nổi tiếng nhất quốc gia này. State of Origin là sự kiện quan trọng trong năm của hầu hết người dân Papua New Guinea, dù sự cổ vũ nhiệt tình tới mức nhiều người đã thiệt mạng sau những cuộc đụng độ bạo lực khi cổ vũ cho đội của mình. Đội tuyển rugby quốc gia Papua New Guinea thường đấu với Đội tuyển rugby quốc gia Úc mỗi năm tại Port Moresby. Sức chứa giới hạn của sân vận động trong sự kiện này thường gây ra những vụ bạo loạn; các khán giả xung đột với cảnh sát chống bạo động trong trận đấu năm 2006. Hơn 50% dân số nam dưới 20 tuổi chơi rugby.
Các môn thể thao chính khác tại Papua New Guinea là bóng đá, rugby union, Aussie rules và, ở đông Papua, cricket.